# Brachysomida bivittata
Brachysomida bivittata là một loài bọ cánh cứng thuộc phân họ Lepturinae, trong họ Cerambycidae. Loài này phân bố ở Canada, và Hoa Kỳ.

## Subtaxons
There are three varietets in species:
- Brachysomida bivittata var. fusciceps (LeConte, 1850)
- Brachysomida bivittata var. nigripennis' (LeConte, 1850)
- Brachysomida bivittata var. varians (LeConte, 1850)